# Peter Corney

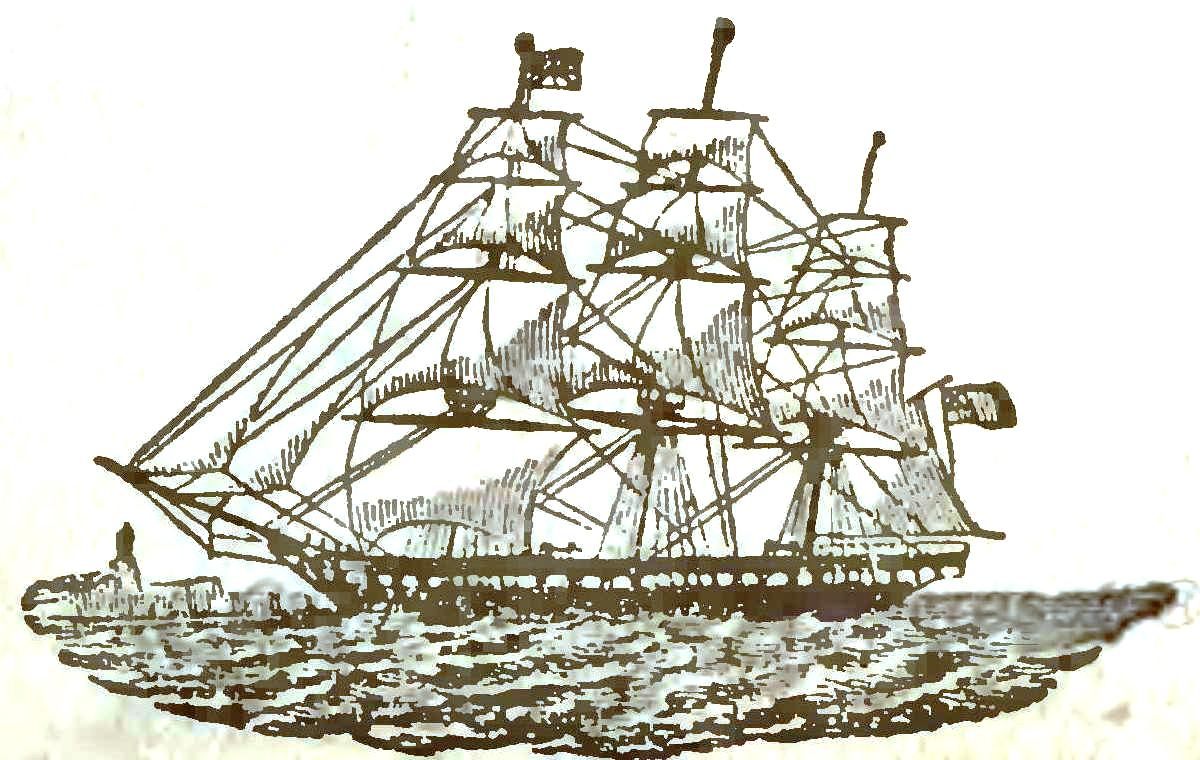
Voyages in the Northern Pacific - 1896 Cover Ship

Peter Corney (nació en el siglo XVIII, falleció el 31 de agosto de 1835) fue un marino y explorador inglés. Veterano de muchos cruceros por el Pacífico, es conocido por su trabajo "Voyages in the Northern Pacific; Narrative of Several Trading Voyages from 1813 to 1818..."  publicados por el London Literary Gazette en 1821.
En 1813 dejó Londres para trabajar al servicio de la North West Company. Partió a bordo de la goleta Columbia, realizando un exitoso intercambio comercial entre el Fuerte George, en el Río Columbia, y Nueva Arcángel.
En 1815 viajó hasta Cantón, en el trayecto realizó su primera escala en Hawái´i donde conoció al rey Kamehameha I,
En 1816 se aventuró hasta la isla de Unalaska
También ganó notoriedad por sus servicios entre 1818 y 1819 como capitán de la Corbeta Santa Rosa a las órdenes del corsario argentino Cap. Hipólito Bouchard.
El 26 de septiembre de 1818 Bouchard le concedió el grado de teniente primero y al día siguiente lo nombró capitán de la Santa Rosa
Corney murió el 31 de agosto de 1835, mientras atravesaba el Canal de la Mancha, mientras llevaba a su familia a Hawái.